# Apocephalus barbicauda
Apocephalus barbicauda är en tvåvingeart som beskrevs av Borgmeier 1931. Apocephalus barbicauda ingår i släktet Apocephalus och familjen puckelflugor. Inga underarter finns listade i Catalogue of Life.